# Actio recepticia
Actio recepticia – w prawie rzymskim powództwo przysługujące przeciwko bankierowi (argentarius) z tytułu umowy zwanej receptum argentarii, w której zobowiązywał się do pokrycia cudzego długu (p. pacta praetoria).